# Киеврен
Киеврен (на френски: Quiévrain) е селище в Югозападна Белгия, окръг Монс на провинция Ено. Населението му е около 6600 души (2006).